# Tour-en-Bessin

Tour-en-Bessin este o comună în departamentul Calvados, Franța. În 1 ianuarie 2022 avea o populație de 694 de locuitori.